# Roger Minton
Roger Minton (Birmingham, 4 giugno 1951) è un ex calciatore inglese, di ruolo difensore.

## Carriera
Si forma calcisticamente nelle giovanili del West Bromwich, con cui, entrato nel giro della prima squadra, gioca tre stagioni nella massima serie inglese e dopo la retrocessione nella First Division 1972-1973, due nella serie cadetta.
Durante la sua militanza nel club di West Bromwich, giocò nell'estate 1975 in prestito agli statunitensi dei Washington Diplomats, franchigia militante nella NASL. Con i Diplomats ottenne il terzo posto dell'Eastern Division della North American Soccer League 1975, non accedendo ai playoff per il titolo.
Tornò in forza ai Diplomats anche la stagione seguente, con cui raggiunse il primo turno dei playoff del titolo nordamericano.